# Consegna delle chiavi (Perugino)
La Consegna delle chiavi è un affresco (335x550 cm) di Pietro Perugino e aiuti, realizzato nel 1481-1482 e facente parte della decorazione del registro mediano della Cappella Sistina in Vaticano.

## Storia
Nel 1480 Perugino si trovava nell'antica basilica vaticana ad affrescare una cappella per conto di Sisto IV, ottenendo un tale successo da ricevere, subito dopo, la nuova commissione per la decorazione della ricostruita cappella papale, detta poi Sistina in onore del papa. In quest'impresa venne presto affiancato da una squadra di pittori fiorentini, inviati appositamente da Lorenzo de' Medici.
Il tema della decorazione era il parallelismo tra le Storie di Mosè e quelle di Cristo, che evidenziasse la continuità tra Vecchio e Nuovo Testamento e la trasmissione della legge divina dalle tavole della Legge al messaggio evangelico di Gesù, il quale poi scelse san Pietro come suo successore, legittimando il potere, la supremazia e l'infallibilità dei suoi successori, cioè i pontefici stessi. I pittori della Sistina si attennero a comuni convenzioni rappresentative in modo da far risultare il lavoro omogeneo, come l'uso di una stessa scala dimensionale, struttura ritmica e rappresentazione paesaggistica; inoltre utilizzarono accanto ad un'unica gamma cromatica le rifiniture in oro, in modo da far risplendere le pitture con i bagliori delle torce e delle candele.
Perugino, con numerosi aiuti che richiedeva la vastità di un'opera del genere, tra cui il giovane Pinturicchio, dipinse almeno sei scene, di cui se ne sono oggi conservate tre.

## Contesto
La risoluzione del Grande Scisma e l'abolizione dei decreti del Concilio di Costanza da parte di Sisto IV segnarono il ritorno alla pienezza dei poteri del Papa.

## Descrizione e stile

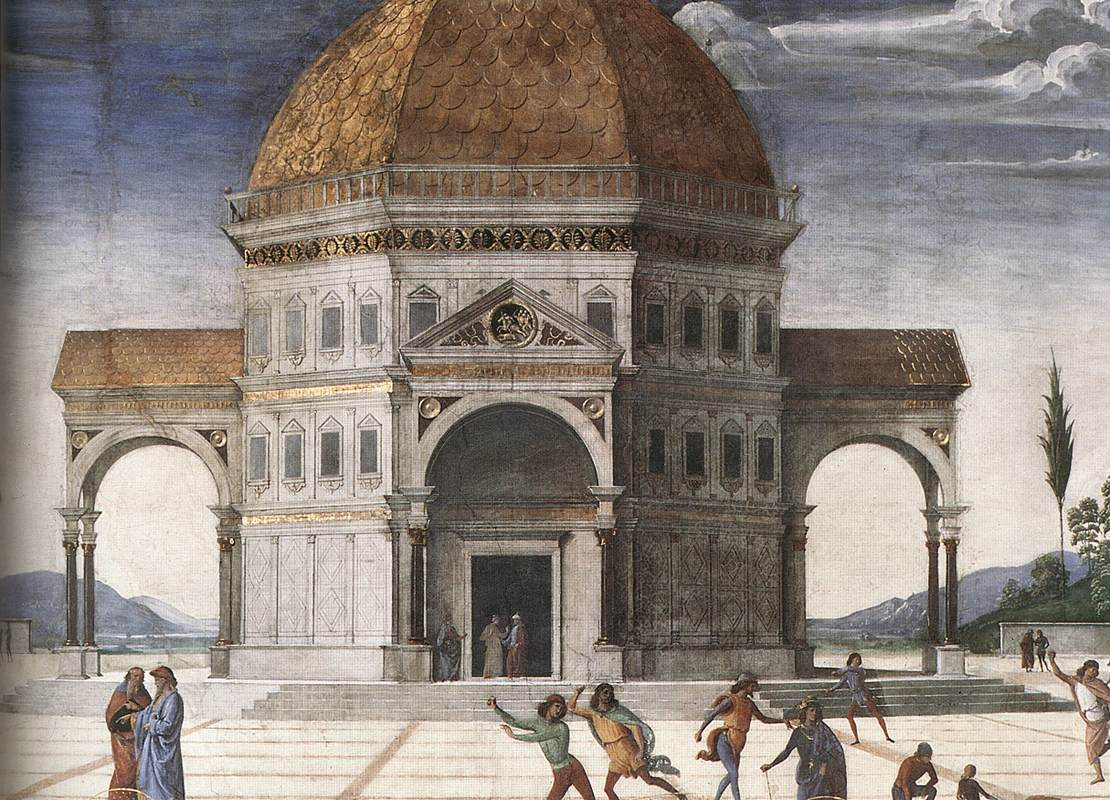
Dettaglio

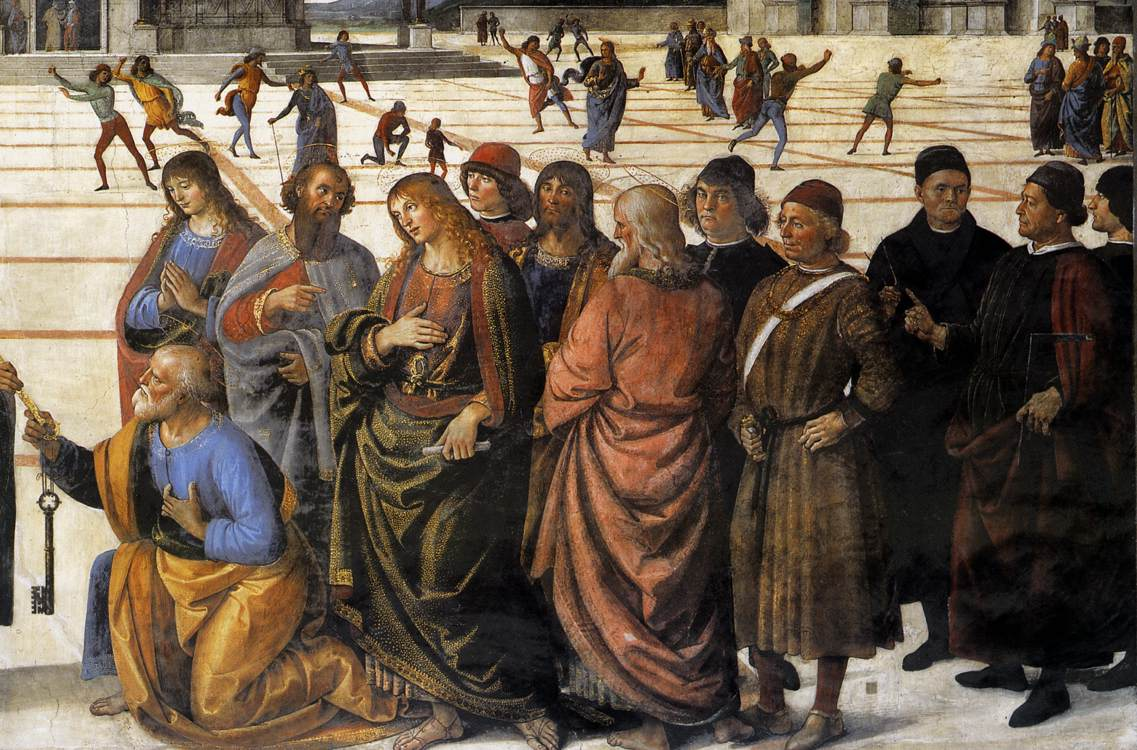
Dettaglio

La scena della Consegna delle chiavi, la quinta sulla parete nord a partire dall'altare, è di fondamentale importanza nel tema affrontato dal ciclo pittorico, perché sottolinea la trasmissione del potere spirituale da Cristo a san Pietro, giustificandone il primato su cui si basava tutta l'autorità papale. L'affresco, che è anche uno dei più famosi della serie da un punto di vista strettamente estetico, fa pendant sull'altro lato con la Punizione dei ribelli da parte di Mosè di Botticelli, che chiarifica ulteriormente il messaggio voluto da Sisto IV: da un lato si mostra il fondamento del potere dei successori di Pietro, dall'altro si palesa la punizione che spetta a chiunque osi contraddirlo.
La scena è organizzata su due fasce orizzontali: una con le figure in primo piano e una con lo sfondo architettonico, popolato da alcune figurette molto più piccole. In primo piano Cristo consegna le chiavi d'oro e d'argento del paradiso a san Pietro inginocchiato, circondato da altri apostoli, tra cui Giuda (quinta figura alla sinistra di Cristo), riconoscibili dalle aureole, e da ritratti di contemporanei, tra cui un presunto autoritratto di Perugino nell'uomo vestito di nero che guarda verso lo spettatore nel gruppo di destra. Sull'affresco di Perugino si trova la scritta CONTVRBATIO · IESV · CHRISTI · LEGISLATORIS, che chiarisce questo significato di trasmissione della legge divina. Giuda è raffigurato di spalle con abiti di colore opposto a quelli dell'anziano Pietro, che ha una veste gialla rivestita con un mantello blu. Pietro detiene due chiavi: una d’oro per sciogliere in cielo, verso cui guarda, e una di ferro, per sciogliere sulla terra, a cui punta. A destra e a sinistra sono collocati gli apostoli e otto altri personaggi contemporanei all’artista.
Celebre è l'apparato scenografico che amplifica la scena principale, inquadrata dalle linee prospettiche di un pavimento a grossi quadrati marmorei di una piazza decorata da edifici monumentali. Al centro soprattutto si trova un magnifico edificio a pianta centrale con cupola, simbolo dell'universalità del potere papale stesso, oltre che trasposizione ideale del Tempio di Gerusalemme: esso venne riutilizzato nello Sposalizio della Vergine a Caen con la variante ancora più scenografica della porta centrale che lascia vedere il paesaggio. Questa sorprendente visione architettonica, così espressiva degli ideali di classica perfezione del Rinascimento, venne ripresa dagli allievi di Perugino, come Pinturicchio nella Cappella Bufalini e soprattutto Raffaello nel celeberrimo Sposalizio della Vergine nella Pinacoteca di Brera, fino ad influenzare anche una vera riproduzione architettonica nel Tempietto di San Pietro in Montorio di Bramante.
Ai lati della piazza si trovano poi due citazioni dell'arco di Costantino, omaggio alla passione per l'antico che proprio in quegli anni infervorava il mondo artistico ruotante attorno alla Città eterna, ma anche simbolo della continuazione nel papato del primato culturale, giudiziario e politico dell'impero romano. Alla consegna delle chiavi fa da cornice quindi anche la trasmissione del potere temporale tramite la donazione di Costantino. Sugli archi compare l'iscrizione Im[m]ensu[m] Salamo[nis] templum tu hoc quarte sacrasti – Sixte opibus dispar religione prior (Questo immenso tempio di Salomone, tu hai consacrato, o Sisto IV, con ineguali ricchezze e maggior devozione).
Una scansione così razionale ed ordinata non fa notare come l'organizzazione spaziale contenga in realtà degli errori, voluti o meno, di proporzioni tra figure in primo piano e sfondo. Ciò è evidente soprattutto nella medesima scala tra le figurette nella fascia mediana (che rappresentano i due episodi della vita di Cristo del Pagamento del Tributo di Mt 22 e della Lapidazione di Cristo di Gv 8) e i personaggi presso gli edifici, che dovrebbero essere ancora più piccoli a giudicare dai riquadri di pavimento che li separano. La vivace animazione delle scenette secondarie sparisce tuttavia se si guardano le pacate espressioni dei personaggi in dettaglio, rivelando l'incapacità del pittore di infondere drammaticità, come se le figure non fossero altro che attori dediti a gesti che non vivono veramente.
Guardando al corteo di figure in primo piano si nota come i vari atteggiamenti siano ripetuti ritmicamente per creare un andamento vario ma ordinato, definibile come "musicale". I pesanti panneggi di alcune figure dipendono dall'esempio di Verrocchio, tanto da mostrare spesso il tipico "effetto bagnato" del maestro fiorentino. L'elegante figura di Giovanni apostolo in particolare, la prima a destra di Pietro, sembra una citazione del Cristo bronzeo nell'Incredulità di San Tommaso di Verrocchio a Orsanmichele. Altri panneggi invece ricadono con pieghe ritmate, con una varietà di soluzioni tipica dell'autore.
Il paesaggio che chiude lo sfondo è tipico dell'artista, con le dolci colline, punteggiate da esili alberelli, che sfumano in lontananza verso l'orizzonte, dando quel senso di distanza infinita grazie alla puntuale resa atmosferica data dalla prospettiva aerea.